# Ben tornato, Maigret
Ben tornato, Maigret (titolo originale francese Maigret et son mort, pubblicato in traduzione italiana anche col titolo Il morto di Maigret) è un romanzo poliziesco di Georges Simenon con protagonista il commissario Maigret.
È il ventinovesimo romanzo dedicato al celebre commissario.

## Trama
Un uomo chiama al Quai e chiede di poter parlare con il commissario Maigret. Sta telefonando da un bistrot e dice di essere seguito da qualcuno che vuole ucciderlo. L'uomo afferma che Maigret conosce sua moglie Nine, ma prima di finire la comunicazione riaggancia per poi richiamare da un altro bar. Richiama da diversi café, fino a quando, tardi, le chiamate cessano. Quella stessa notte il suo cadavere viene ritrovato in place de la Concorde, con il volto tumefatto e irriconoscibile, accoltellato a morte. Qualcuno l'ha spinto fuori da un'auto. Viene pubblicata la sua foto sui giornali ma non vi è alcun indizio, né alcuna informazione sull'identità della vittima. Fino a quando una donna, che aveva visto una Citroën gialla sul luogo del ritrovamento, si fa avanti, e finalmente viene scoperto che l'uomo si chiamava Albert Rochain ed era il proprietario di un bistrot, il "Petit Albert" di quai de Charenton. Trovandolo vuoto, Maigret vi fa installare l'ispettore Émile Chevrier e sua moglie Irma, i quali fingeranno di essere i nuovi gestori e cercheranno di capire cosa è successo al proprietario. Quando un cliente straniero, un ceco di nome Poliensky, genera dei sospetti, il commissario lo fa seguire. Accortosi d'essere inseguito l'uomo fugge, ma correndo viene raggiunto da una pallottola, ucciso dai suoi stessi complici. Maigret individua in uno squallido albergo, l'Hôtel du Lion d'Or, il luogo dove vivevano i complici di Poliensky e la donna della banda la quale sta per partorire. Trasportata d'urgenza la donna all'ospedale, Maigret scopre che la banda è formata da cinque gangster internazionali, i cosiddetti "tueurs de Picardie" (assassini della Piccardia), capeggiati da un tale Jean Bronsky, colpevoli di una lunga serie rapine e delitti in case isolate con l'uccisione di tutti gli abitanti. Maigret li troverà uno ad uno. Bronsky, che spesso scommette alle corse di cavalli a Vincennes, viene catturato davanti alla casa della sua amante, ballerina alle Folies Bergère. Albert Rochain era stato ucciso perché frequentando le corse di cavalli aveva intuito chi fosse Bronsky.

## Edizioni
Il romanzo è stato scritto a Tucson, Arizona (USA) dall'8 al 17 dicembre 1947 e pubblicato per la prima volta nel maggio dell'anno successivo, presso l'editore Presses de la Cité.
In Italia è apparso per la prima volta nel 1954, tradotto da Ester Quercioli e pubblicato da Mondadori nella collana "Il girasole. Biblioteca economica Mondadori" (nº 3). Sempre per lo stesso editore è stato ripubblicato in altre collane o raccolte tra gli anni sessanta e novanta (dal 1990 nella traduzione di Lea Grevi). Nel 1967 Mondadori nella collana le inchieste del Commissario Maigret, lo pubblica con il titolo "Ben tornato, Maigret" tradotto da Ester Quercioli. Nel 2000 il romanzo è stato pubblicato rispettando il titolo originale, come Il morto di Maigret, tradotto da Ida Sassi, presso Adelphi nella collana dedicata al commissario (parte de "gli Adelphi", al nº 179).

## Film e televisione
Almeno tre sono stati gli adattamenti del romanzo per la televisione:
- Episodio dal titolo The Winning Ticket, facente parte della serie televisiva Maigret, diretto da Harold Clayton e trasmesso per la prima volta sulla BBC il 13 novembre 1961, con Rupert Davies nel ruolo del commissario Maigret.
- Episodio dal titolo Maigret et son mort, facente parte della serie televisiva Les enquêtes du commissaire Maigret per la regia di Claude Barma, trasmesso per la prima volta su Antenne 2 il 28 novembre 1970, con Jean Richard nel ruolo del commissario Maigret.
- Il secondo episodio della serie televisiva Maigret per la regia di Jon East, dal titolo Maigret's Dead Man, trasmesso per la prima volta da ITV il 25 dicembre 2016, con Rowan Atkinson nel ruolo del protagonista.